# Gez
Gez is een gemeente in het Franse departement Hautes-Pyrénées (regio Occitanie) en telt 268 inwoners (2004). De plaats maakt deel uit van het arrondissement Argelès-Gazost.

## Geografie
De oppervlakte van Gez bedraagt 3,9 km², de bevolkingsdichtheid is 68,7 inwoners per km².

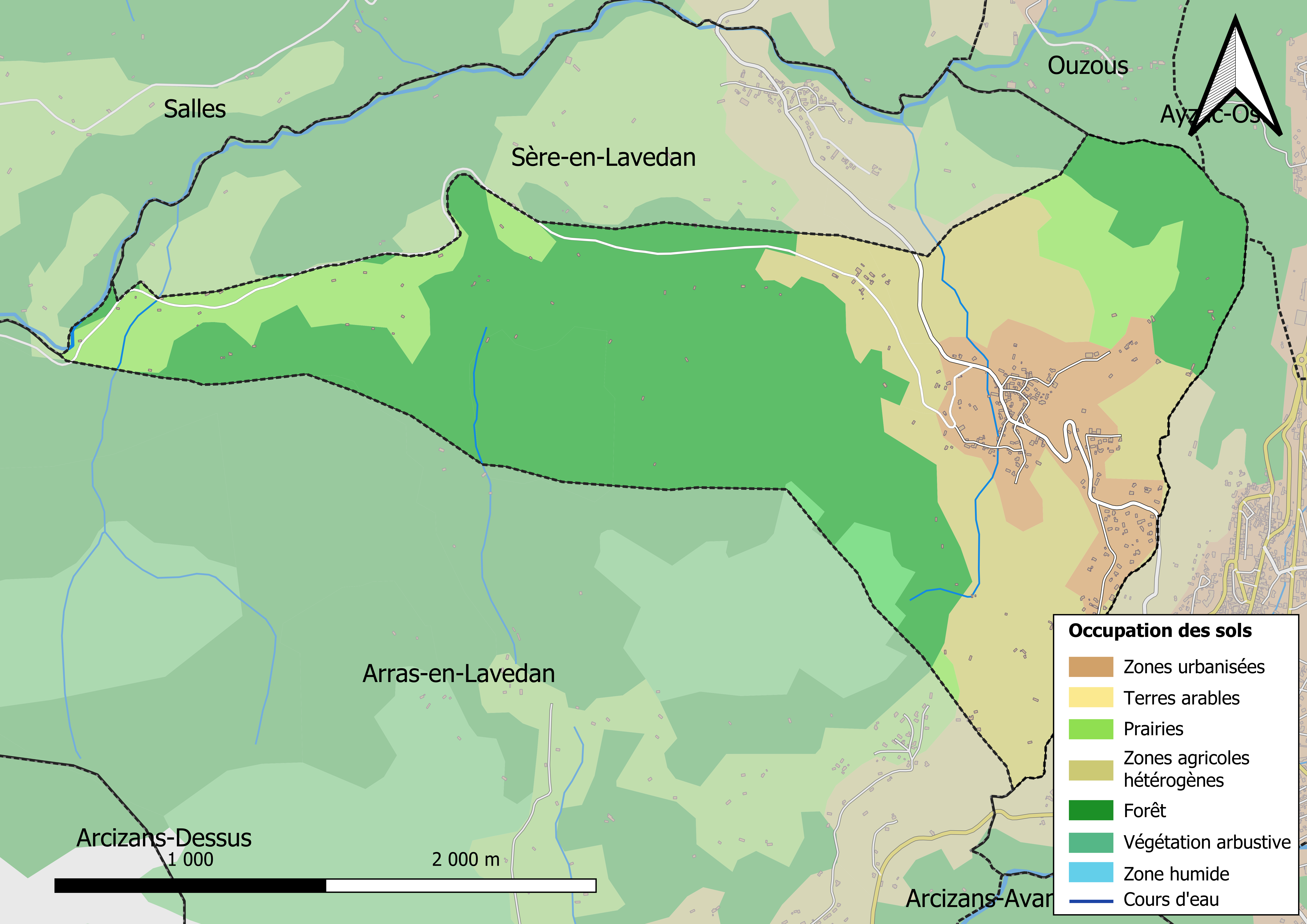
Kaart van de gemeente met belangrijkste infrastructuur, bodemgebruik en omliggende gemeenten

## Demografie
Onderstaande figuur toont het verloop van het inwonertal (bron: INSEE-tellingen).